# Hera

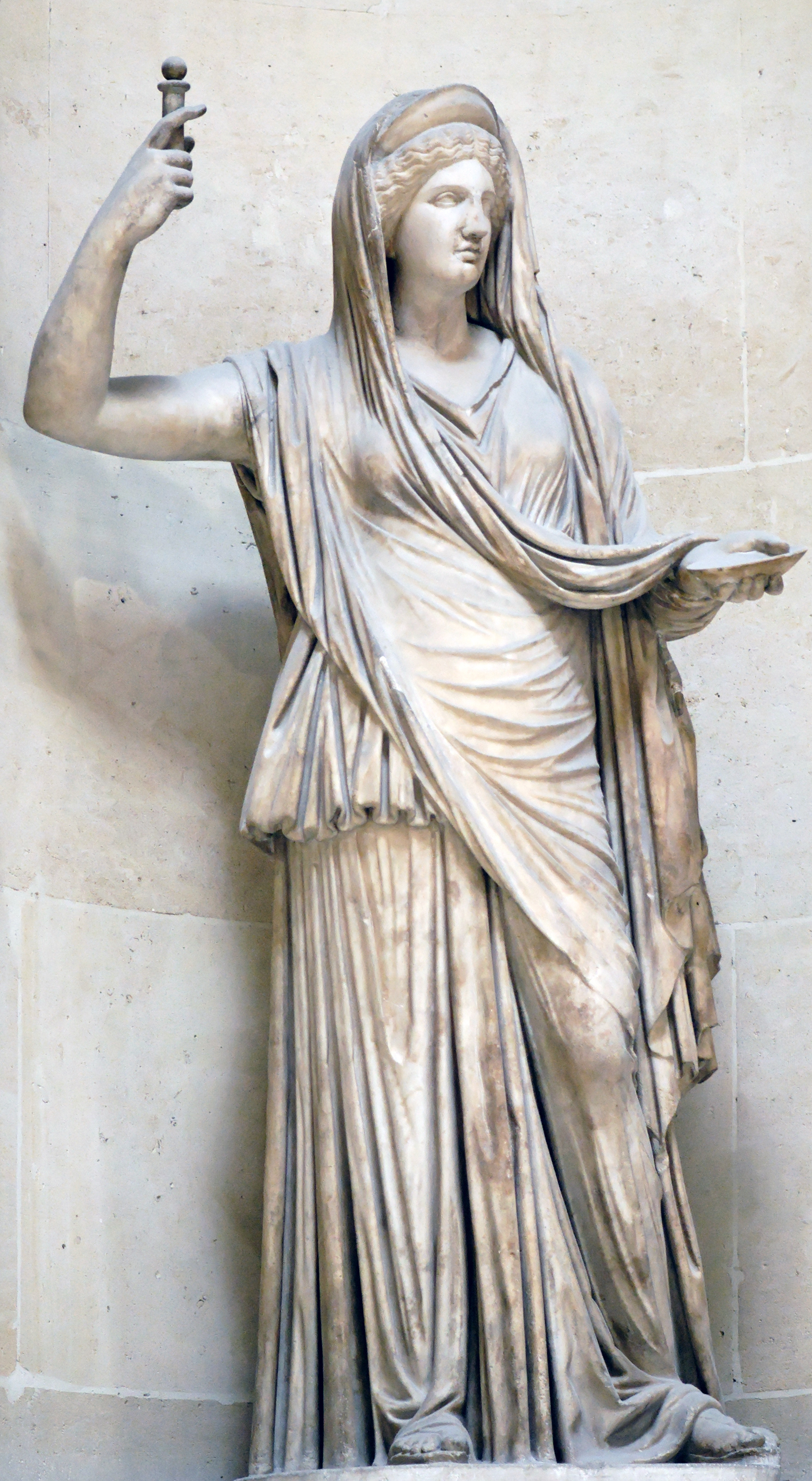
Hera Campana. Römische Kopie eines griechischen Originals (ca. 2. Jahrhundert v. Chr., Louvre, Paris)

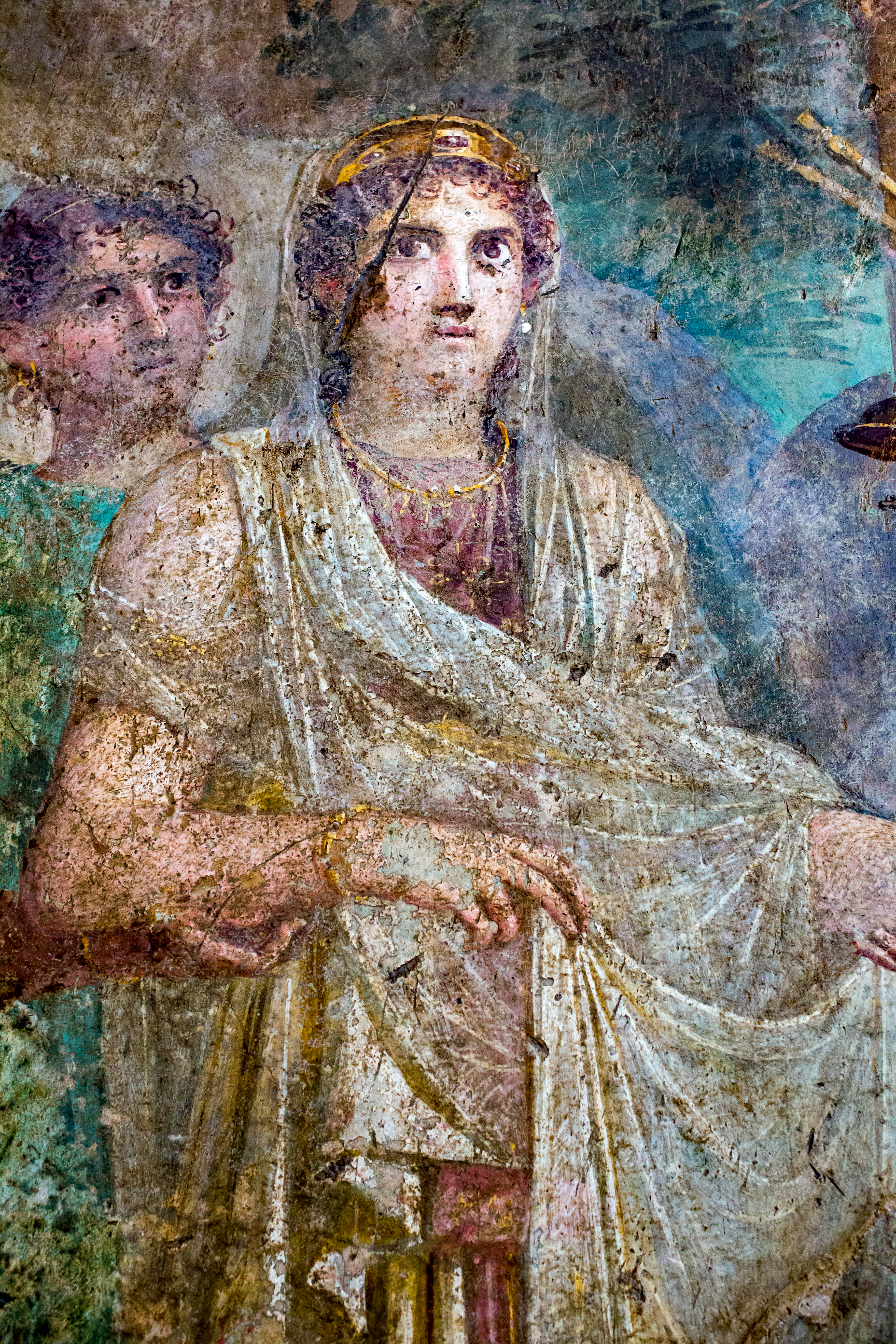
Hera auf einem antiken Fresko aus Pompeji

Hera (altgriechisch Ἥρα Hḗra) ist in der griechischen Mythologie die Göttin der Ehe, der Frauen und der Familie sowie Schutzgöttin gebärender Frauen. Als Mondgöttin gilt sie auch als Göttin der Menstruation. Sie ist eine Tochter von Kronos und Rhea, Schwester und zugleich Gattin von Zeus. Sie gehört zu den zwölf olympischen Gottheiten, den Olympioi.
Der Lokalmythos lässt Hera auf Samos unter einem Lygosbaum geboren sein, außerhalb der Insel ist dies nicht überliefert. Einmal im Jahr vereinigte sie sich auf Samos mit ihrem Gatten Zeus unter einem Lygosbaum („Heilige Hochzeit“). Ein Bad im Imbrasos erneuerte danach ihre Jungfräulichkeit. Das diesbezügliche, Tonaia genannte Fest auf Samos, bei dem das Kultbild der Göttin mit Lygoszweigen umwunden wurde, erinnerte an dieses Ereignis. Dieser Baum stand am Altar im Heraion von Samos und wurde unter anderem von Pausanias beschrieben. Ihre Kinder – Ares, Hebe, Eileithyia – entstammen alle der Ehe mit ihrem Bruder Zeus. Ihr Sohn Hephaistos ist bei Homer ebenfalls ein Sohn des Zeus, bei Hesiod und anderen wurde er allein von Hera geboren.
Zu Heras Attributen zählen der Kuckuck, der Pfau, die Kuh und der Granatapfel. Sie wird gewöhnlich dargestellt mit Krone oder Diadem und einem Zepter. Ein ihr geweihter Tempel wird als Heraion bezeichnet; ihr zu Ehren an verschiedenen Orten veranstaltete und regelmäßig stattfindende Wettkämpfe wurden Heraia genannt. In der römischen Mythologie entspricht ihr die Göttin Juno.

## Charakterdeutung

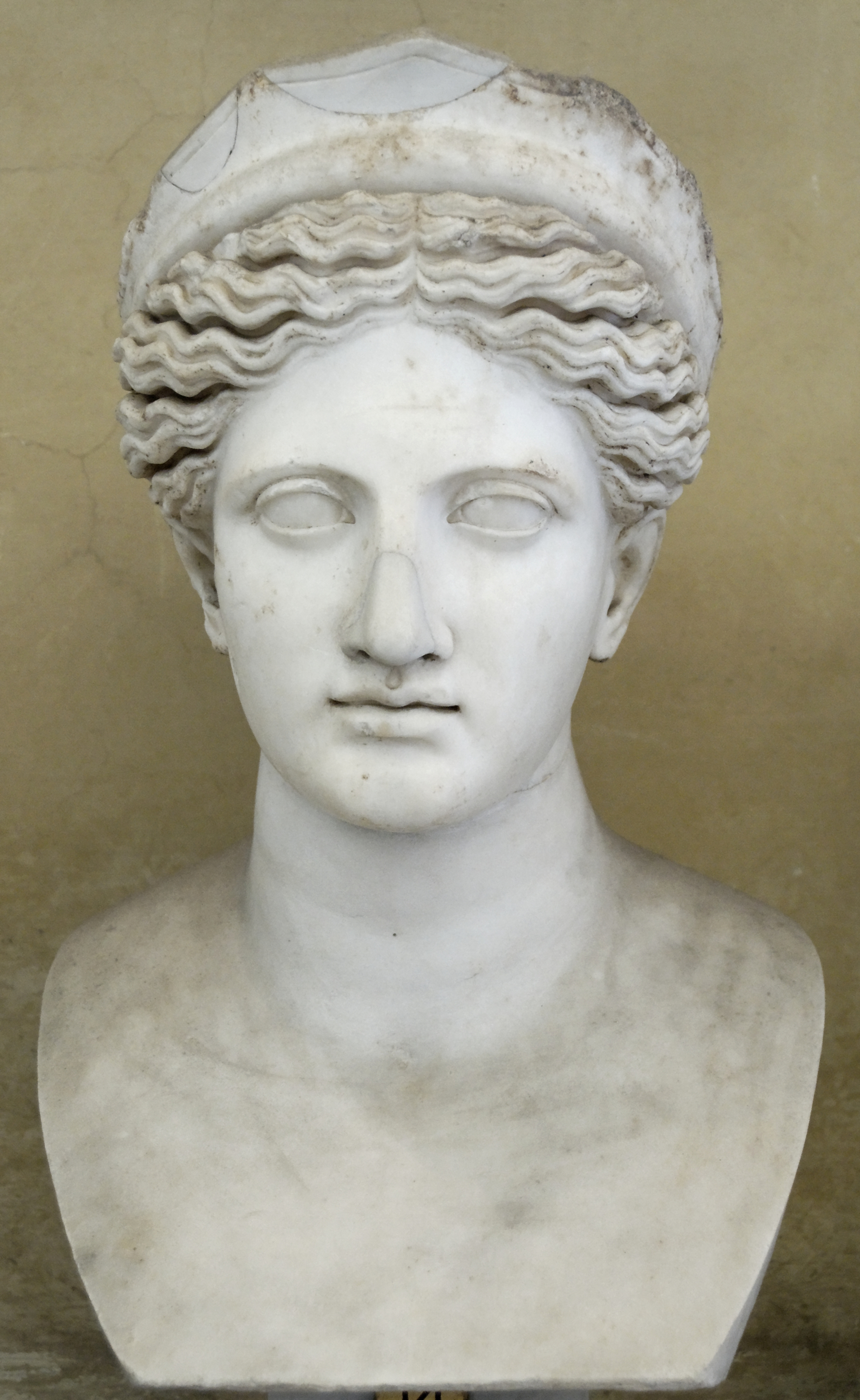
Kopf der Hera. Römische Kopie aus der Kaiserzeit (Museo Chiaramonti, Rom)

Hera beobachtet eifersüchtig die zahlreichen Liebschaften von Zeus und bekundet ihren Ärger durch Schmollen oder Gezänk. Zu tätigem Widerstand fehlt ihr jedoch der Mut; droht er ihr, so lenkt sie schnell ein, weiß sich dann aber der List zu bedienen. Bereits Homer schildert dies nicht ohne Ironie – laut Egon Friedell hat er damit die „unverstandene Frau“ charakterisiert. Sie verfolgt jedoch seine unehelichen Kinder. Dionysos wird in Raserei gestürzt, das gleiche Los trifft Athamas, weil er Erzieher dieses Gottes war, sowie Ino, die ihn von Hermes zur Pflege empfangen hatte. Im Homerischen Hymnos an Apollon, der sie auch zur Mutter des Typhaon macht, setzt sie Python darauf an, Leto zu töten, die von Zeus mit Apollon und Artemis schwanger war.

## Funktion
Hera ist Wächterin über die eheliche Sexualität. Ihr obliegt der Schutz der Ehe und der Niederkunft. In Argos wurde sie als Eileithyia, als Geburtsgöttin verehrt. In der Theogonie des Hesiod wird Eileithyia (auch: Ilithya) jedoch nicht von Hera selbst verkörpert; sie ist dort die Tochter von Hera und Zeus.
Als Hera Zygia ist sie Schutzherrin der Hochzeitsnacht.

## Gleichsetzungen
Im östlichen Mittelmeerraum wurde die Göttin Astarte in ihrer Eigenschaft als Himmelskönigin oft der Hera gleichgesetzt. Auch die römische Göttin Juno wurde ihr gleichgesetzt. Die Etrusker identifizierten ihre Göttin Uni mit Hera.

## Mythos
Hera war zusammen mit ihren Geschwistern Hestia, Demeter, Hades, Poseidon und Zeus Kind der Titanen Kronos und Rhea.

## Hera in den bildenden Künsten

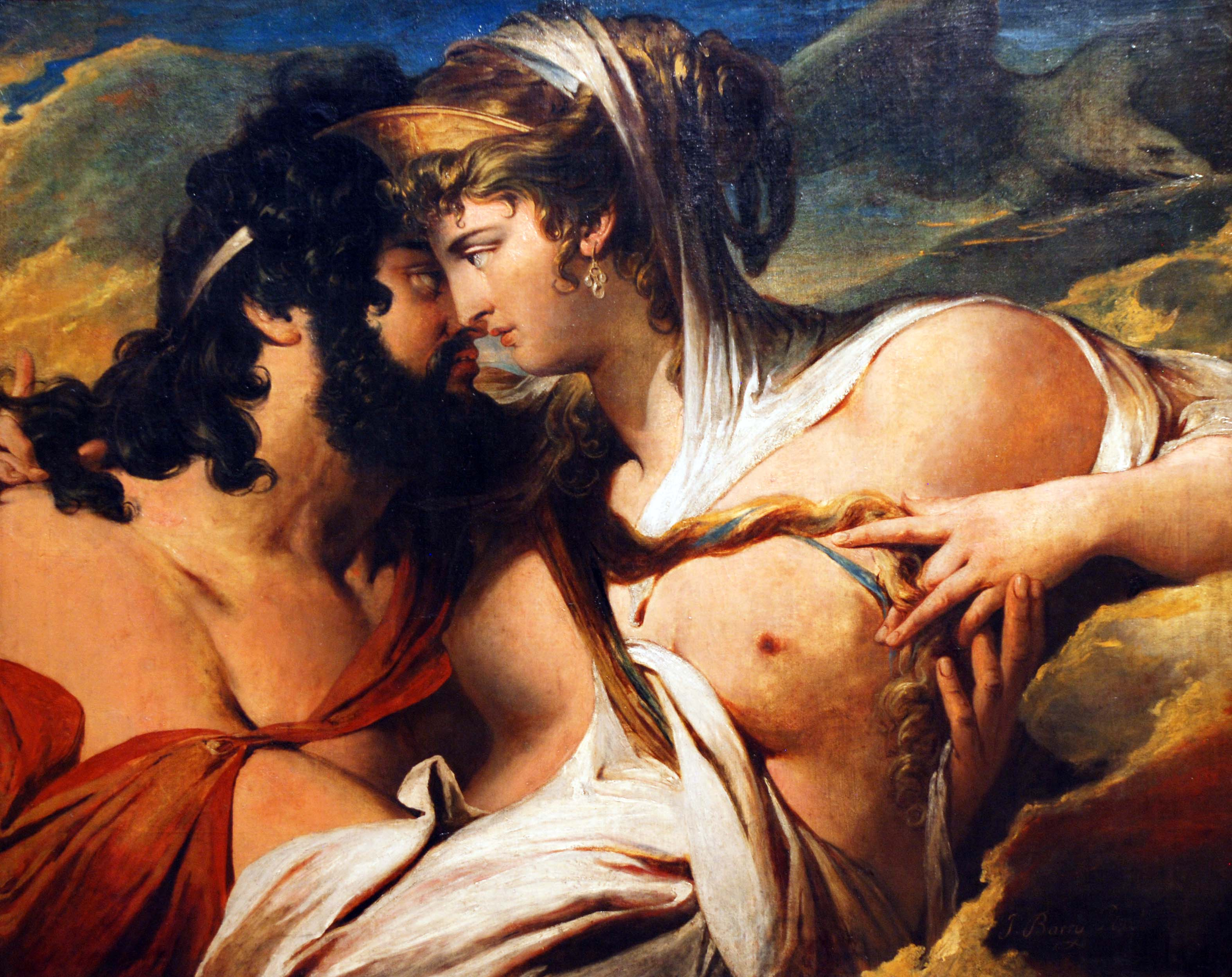
Jupiter und Juno auf dem Berge Ida. Detail eines Gemäldes von James Barry (Öl, 1789–1799, Art Galleries, Sheffield)

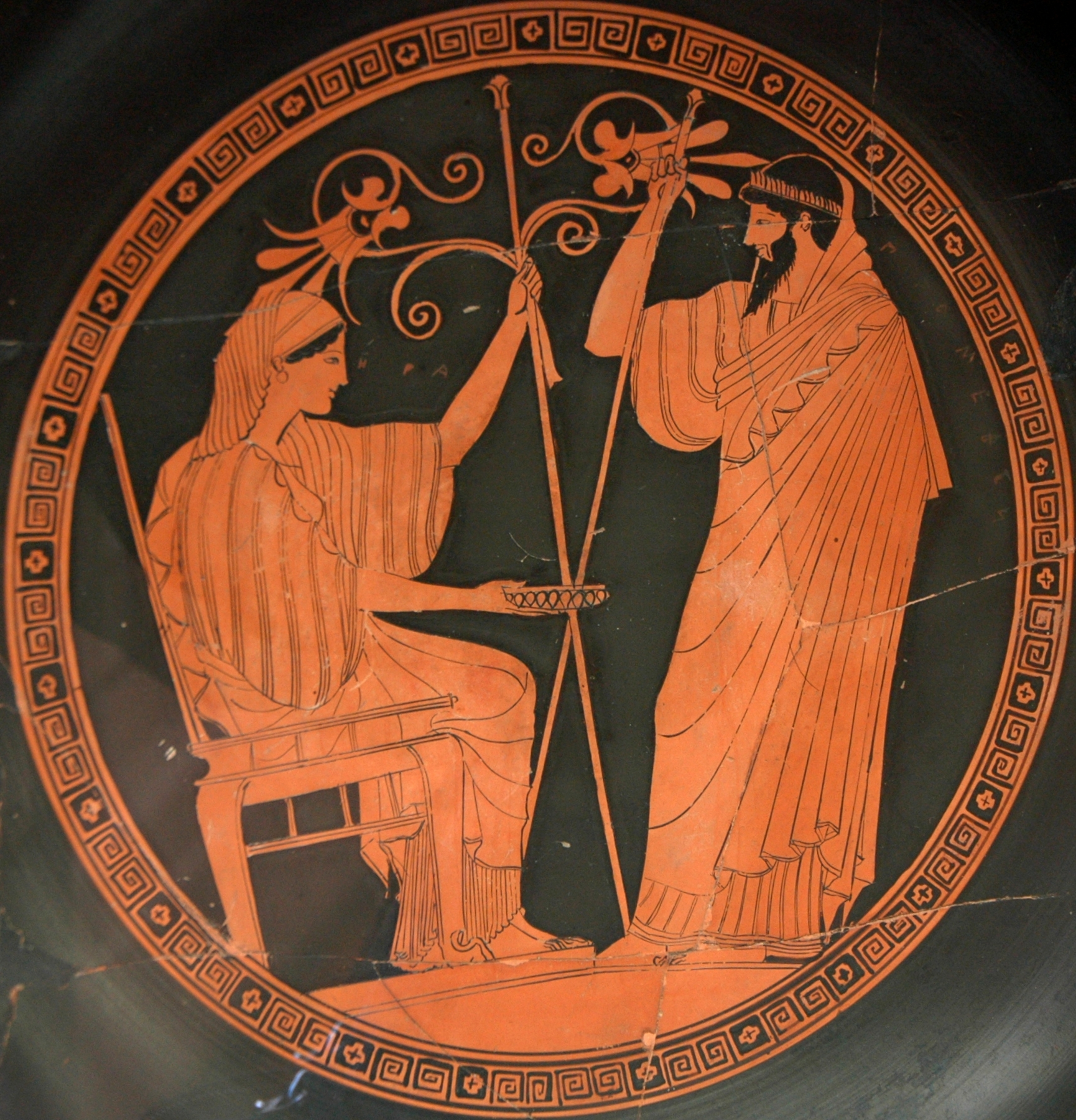
Hera und Prometheus, Schaleninnenbild

Die plastischen Darstellungen der Hera, deren wir aber aus griechischen Zeit nur sehr wenige haben, halten sich vornehmlich an die Schilderung Homers: große, runde, offene Augen (βοῶπις boṓpis, deutsch ‚kuhäugig‘ im Sinne von ‚großäugig‘ als Schönheitsattribut), strenger, majestätischer Gesichtsausdruck, Körperformen einer blühenden Matrone; dazu züchtige Bekleidung: aufgeschürzter Chiton, der nur Hals und Arme unbedeckt lässt, mit weitem, die ganze Gestalt verhüllendem Obergewand, die königliche Kopfbinde (stephane), öfters auch ein Schleier.
Der Granatapfel in ihrer Hand ist das Symbol der Fruchtbarkeit, die auch jene Äpfel bezeichnen, welche Gaia bei ihrer Hochzeit hatte wachsen lassen. Die gewöhnlichsten Attribute sind außerdem: das Zepter als Zeichen der Herrschaft, die Patera oder Opferschale in der Hand, Blumen und Blätter (als Symbole des Natursegens) sowie der Pfau zu ihren Füßen. Der Mythos berichtet, dass Hera die „Augen“ auf den Federn des Pfaus ihrem hundertäugigen Hirten Argos nach dessen Tod entnommen und auf die Federn des Pfaus gefügt haben soll. Auch der Kuckuck ist ihr heilig. Als Zeus sich in seine Schwester Hera verliebt hatte, ließ er ein Unwetter kommen und verwandelte sich in einen Kuckuck, den die mitleidige Hera in ihrem Gewand barg, wo sich Zeus zurückverwandelte und mit ihr schlief.
Das berühmteste Bildnis der Hera war die kolossale Goldelfenbeinstatue des Polyklet im Heraion von Argos, von dem römische Münzbilder eine Vorstellung geben. Hera sitzt hier auf einem reich geschmücktem Thron, die Stirn mit einem Diadem geschmückt, worauf die Chariten und Horen im Relief gebildet waren; in der einen Hand hielt sie einen Granatapfel, in der anderen das Zepter, auf dem der Kuckuck saß. Unter den Mythen der Hera ist die heilige Hochzeit mit Zeus am häufigsten behandelt worden.